# Māyā (dottrina)

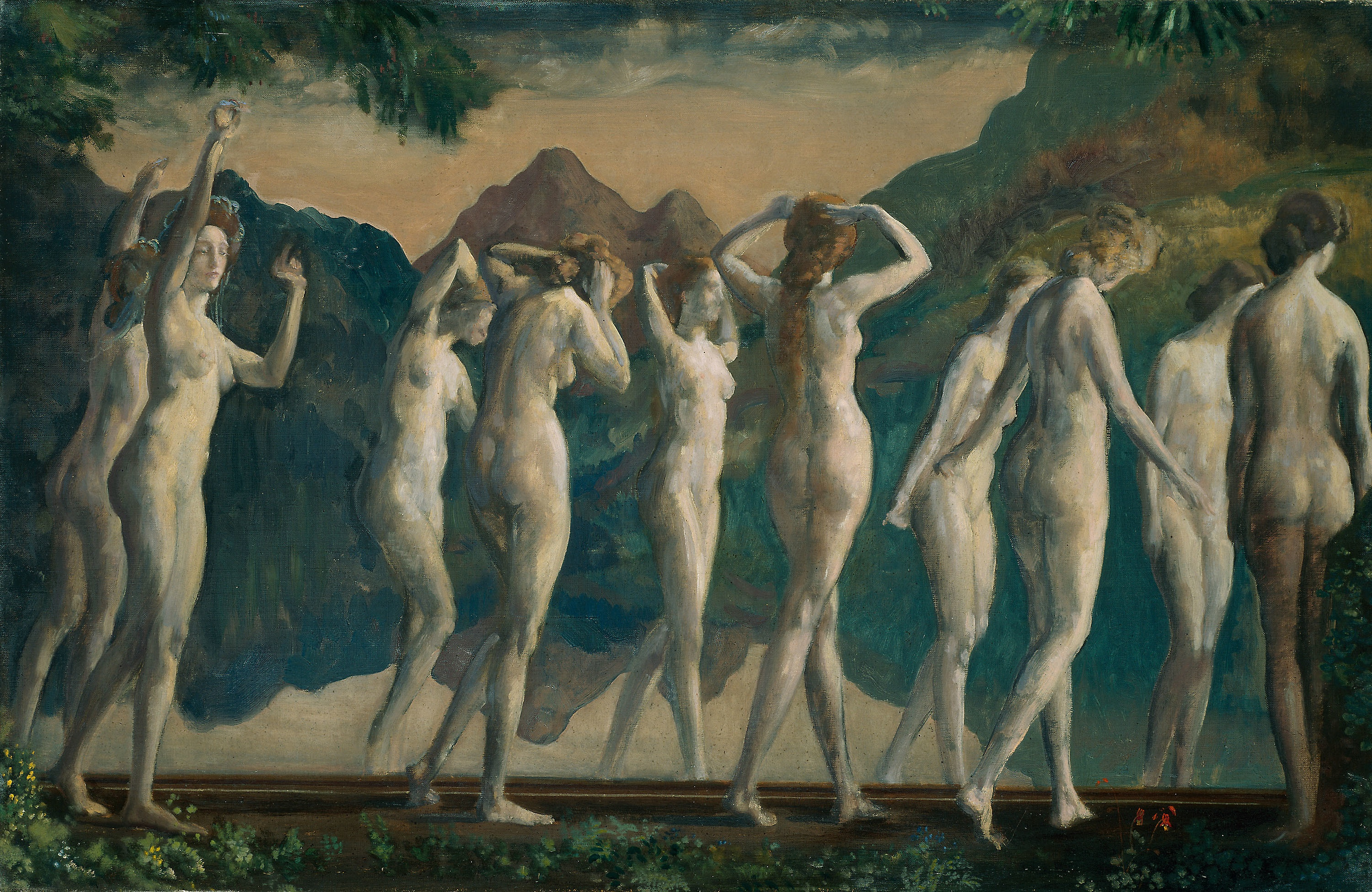
Arthur Bowen Davies, Maya, lo specchio delle illusioni (1910)

Il sostantivo femminile sanscrito māyā (in devanāgarī माया), ricorrente in diverse dottrine filosofiche e religiose dell'antica India, ha il significato originario di «creazione», più propriamente di «potere creativo» delle apparenze fenomeniche, e successivamente quello di «illusione» inteso come attributo della creazione stessa.
Come nome proprio, Maya designa anche la madre di Gautama Buddha e la dea Lakṣmī.

## Origine del termine e suoi significati
Māyā significa originariamente "creazione", e deriva dal verbo sanscrito mā nell'accezione di "costruire", "distribuire", "ordinare", "misurare".
Nei Veda il termine māyā designa il potere mediante cui il mondo materiale ha avuto origine. Seppur tale potere non sia solo divino in quanto è chiamato mago (māyin) l'umano che è in grado di possederlo, esso è per lo più appannaggio di esseri superiori come deva e asura, e designa la potenza creativa con la quale si rendono manifeste in forme concrete nell'universo le ideazioni e figurazioni della mente del possessore. Il potere con cui avviene il processo della creazione fa quindi capo ad una facoltà immaginativa e figurativa della mente, ed è proprio tale potere – e quanto è da esso creato – ad essere māyā.
È mediante la sua māyā che il dio Varuṇa, nel Ṛgveda (XV/X secolo a.C.), misura gli spazi e distribuisce le posizioni, ordinando la Terra ed il mondo fisico:
(Ṛgveda V, 85,5. Traduzione di Saverio Sani in Ṛgveda, Venezia, Marsilio, 2000, pag. 147)
È mediante la sua māyā che il dio Indra, sempre nel Ṛgveda, muta forma, cioè cambia di volta in volta il suo aspetto fenomenico, la sua apparenza: 
(Ṛgveda VI, 47,18)
È con la riflessione teologica e filosofica posteriore ai Veda, in particolare nelle Upaniṣad (IX/VIII secolo a.C.), che māyā inizia ad avere attributi propri, ricavati dall'intuizione che la realtà fenomenica – seppur differenziata e particolareggiata – proceda invero da una singola realtà assoluta fondamentale identificata come Brahman:
Così, ad esempio, è detto in Samāvidhāna Brāhmaṇa:
(Samāvidhāna Brāhmaṇa (I,1,3))
E in Chāndogya Upaniṣad:
(Chāndogya Upaniṣad VI,1,4-6. Traduzione di Carlo Della Casa in Upaniṣad, Torino, Utet, 1983, pagg. 241-2)
Ne consegue che le forme e le apparenze differenziate di tutti gli elementi particolari della realtà sono illusorie, poiché consistono e partecipano tutte di un'unica realtà ultima e assoluta: il Brahman. Quest’ultimo assume tutte le forme visibili esistenti, dando l'impressione che esista qualcosa di distinto da Sé.
Nella Śvetāśvatara Upaniṣad, una Upaniṣad vedica piuttosto tarda appartenente al Kṛṣṇa Yajurveda (Yajurveda nero), coeva – o di poco precedente – al Buddismo e antesignana dell'Induismo, la Natura è presentata come creazione dovuta alla māyā del Grande Signore (maheśvaraṃ) che la manifesta. Chiarito che il potere creativo di rendere manifeste nell'universo le figurazioni della mente è detta māyā, ed è chiamato mago (māyin) colui che ne è possessore, e poiché la realtà tutta non è che una singola manifestazione, il Grande Signore imperituro, quindi, non è altri che il mago dell'universo: l'Essere che manifesta – e rende manifesta – la Natura creata per mezzo della sua māyā.
È la Grande Mente che manifesta la realtà fenomenica, nella quale tuttavia si genera l'illusione che esista qualcosa di distinto e separato da ciò che realmente la costituisce: la presenza unica e l'essenza identica del grande Signore.
(Śvetāśvatara Upaniṣad IV, 9-10. Traduzione di Carlo Della Casa in Upaniṣad, Torino, Utet, 1983, pag. 408)
Il Buddismo Mahāyāna, propugnatore fin dai primi Prajñāpāramitāsūtra (I secolo a.C./I secolo d.C.) della dottrina dello śūnyatā ovvero della "vacuità" intesa come realtà intrinseca dei fenomeni (nulla esiste di per sé in quanto tutto è impermanente e correlato agli altri fenomeni), intende la māyā come illusione del mondo fenomenico ovvero come la realtà convenzionale (vyāvahārika) che nasconde la realtà assoluta (pāramārtika).

## Il velo di Maya

Arthur Schopenhauer

Il Velo di Maya è l'espressione coniata da Arthur Schopenhauer nel suo Il mondo come volontà e rappresentazione, con la quale intende diversi concetti metafisici e gnoseologici propri della religione e della cultura induista e ripresi da vari filosofi moderni.
Il velo di Maya è quindi la rappresentazione di tutto ciò che nasconde la realtà delle cose.
Arthur Schopenhauer nella propria filosofia sostiene che la vita è sogno e che questo "sognare" sia innato (quindi la nostra unica "realtà") e obbedisca a precise regole, valide per tutti e insite nei nostri schemi conoscitivi.
Questo «velo» come quello di Iside, di natura metafisica e illusoria, separando gli esseri individuali dalla conoscenza/percezione della realtà (se non sfocata e alterata), impedisce loro di ottenere moksha (cioè la liberazione spirituale) tenendoli così imprigionati nel saṃsāra, ovvero il continuo ciclo delle morti e delle rinascite. Similmente alla metafora della caverna di Platone, l'uomo (e quindi l'umanità) è presentato come un individuo i cui occhi sono coperti fin dalla nascita da un velo; quando se ne libererà, la sua anima si risveglierà dal letargo conoscitivo (o avidyã, ignoranza metafisica) e potrà contemplare finalmente l'essenza della realtà.
Le numerose ed eterogenee correnti induiste attribuiscono significati e funzioni differenti a questo concetto: le correnti dualistiche (ad esempio gli Hare Krishna) la interpretano come il «velo» che impedisce all'essere individuale di riscoprire la propria relazione con Dio, che essi identificano con Krishna; mentre presso le scuole moniste (come, ad esempio, l'Advaita Vedānta) questo «velo» è rappresentato dall'identificazione con il corpo, con la mente, con l'intelletto e con la propria individualità, il senso dell'Io (ahamkara), ovvero tutto ciò che ricopre e riveste l'Ātman (unica entità eterna ed immortale), impedendo di riconoscere la propria identificazione con esso ed illudendo così l'anima individuale di essere un individuo distinto dal tutto.